# Daniel Opare
Daniel Tawiah Opare (* 18. Oktober 1990 in Accra) ist ein ghanaischer ehemaliger Fußballspieler. Er spielte meist auf der Position des rechten Außenverteidigers. Als verheißungsvolles Talent wurde er auch der afrikanische Cafu genannt.

## Karriere
Opare begann seine Fußballerlaufbahn in der Ajax Football Academy in Kumasi, einer mit Ajax Amsterdam assoziierten Fußball-Schule. Mit 13 Jahren wechselte er zu Ashanti Gold SC, bei denen er 2007 in den ersten Kader übernommen wurde und in der Ghana Premier League debütierte. Im Januar 2008 wechselte er zu Real Madrid und war vorerst als Spieler für die Zweitmannschaft Real Madrid Castilla vorgesehen. Im Juli 2010 schloss Opare sich Standard Lüttich an. Für die Rückrunde der Saison 2014/15 wurde er an den türkischen Erstligisten Beşiktaş Istanbul ausgeliehen.
In der Saison 2015/16 wechselte Opare zum Bundesligisten FC Augsburg. Dort gab er am 9. April 2016, dem 29. Spieltag, sein Debüt in der deutschen Bundesliga. Im Januar 2017 wurde er bis Saisonende an den französischen Zweitligisten RC Lens verliehen. Am 3. Februar 2018 suspendierte ihn der FC Augsburg aus disziplinarischen Gründen bis auf Weiteres.
Im Juli 2018 wechselte der Verteidiger dann ablösefrei in die belgische Division 1A zu Royal Antwerpen. Nachdem er in der Saison 2018/19 für Antwerpen 23 Ligaspiele und ein Pokalspiel bestritten hatte, fiel er ab Beginn der Saison 2019/20 infolge eines Außenbandriss am Knie aus. Auch nach seiner Genesung im Januar 2020 gehörte er bis zum Abbruch der Division 1A im März 2020 infolge der COVID-19-Pandemie nicht mehr zum Spieltagskader.
Nachdem sein Vertrag zum Saisonende ausgelaufen war, wechselte Opare zur Saison 2020/21 zum Ligakonkurrenten SV Zulte Waregem und unterschrieb dort einen Vertrag mit zweijähriger Laufzeit. Nachdem er für Waregem 29 von 34 möglichen Ligaspielen bestritten hatte, teilte der Verein nach Ende der Hauptrunde mit, dass er den Vertrag mit Opare nicht verlängere. Entgegen den Aussagen zu Saisonbeginn, dass Opares Vertrag eine Laufzeit von zwei Jahren habe, betrug die Laufzeit nur ein Jahr mit einer Verlängerungsoption um ein weiteres Jahr, die der Verein nicht ausübte.
Nachdem Opare dann zunächst wieder ohne Vertrag war, unterschrieb er Mitte Januar 2022 beim Erstdivisionär RFC Seraing einen Vertrag mit einer Laufzeit bis zum Ende der Saison 2022/23.

### Nationalmannschaft
Daniel Opare erreichte bei der U-17-Fußball-Weltmeisterschaft 2007 mit Ghana den vierten Endrang. Für ein Freundschaftsspiel gegen Togo am 18. November 2007 wurde Opare erstmals in den Kader der A-Nationalmannschaft berufen, kam aber letztlich nicht zum Einsatz. Im Oktober 2009 gewann er mit Ghana die Junioren-Weltmeisterschaft.

## Titel
Verein
- Belgischer Pokalsieger: 2010/11 (Standard Lüttich)

Nationalmannschaft
- U-20-Weltmeister: 2009